# 홍콩의 언어
홍콩의 공용어에는 홍콩 기본법에 의하여 영어와 중국어가 지정되어 있다. 1842년 영국이 홍콩에 입항하면서부터 1974년까지, 영어는 홍콩의 유일한 공용어였다. 홍콩 인구의 대다수는 중국 본토에서 이주한 노동자들의 후손이다. 또한 인도 대륙, 영국, 필리핀 같은 서양이나 아시아 국가에서 온 이주민과 후손들이 소수 집단을 이루고 있다. 이러한 홍콩의 다양한 인구는 홍콩에서 사용되는 언어에 직접적으로 많은 변화를 주게 되었다.

## 영어와 중국어
영어와 중국어는 홍콩 기본법 9조항과 '공용어에 관한 법령 (홍콩법 5장)'에 의해서 홍콩의 공용어로 지정되어 있다.
역사적으로 영어는 1883년부터 1974년까지 홍콩의 유일한 공용어였다. 홍콩에 거주하는 중국인들이 자신들이 사용하는 중국어를 영어와 같은 공용어로 지정해 달라는 많은 논증과 청원을 낸 이후, 비로소 1974년부터 중국어가 홍콩의 또다른 공용어가 될 수 있었다. 1987년 3월, '공용어에 관한 법령'은 영어와 중국어 모두 다중언어로 인정하는 새로운 법률을 제정해야 한다는 내용으로 개정되었다. 1990년 홍콩 기본법은 1997년 홍콩 반환 이후 영어와 중국어가 같은 공용어 지위를 누리게 된다고 공포하였다.보통 광둥어를 사용한다

## 정부의 언어 정책
반환 이후 홍콩 특별행정구 정부는 양문삼어(중국어: 兩文三語 →"이중문자와 삼중언어", 영어: "biliterate and trilingual") 정책을 수용했다. 이 정책을 통해 중국어와 영어는 홍콩의 공용어로 인정된다. 또한 표준 중국어의 사용이 인정되면서, 홍콩어가 사실상 홍콩에서 사용되는 '기타 중국어'로 인정된다.
홍콩 공무원사무국은 정부가 추진하는 언어 정책을 시민들에게 이행하는 것을 관할한다. 사법부는 법적인 면에서, 홍콩 교육인력사무국은 교육적인 면에서 관할한다.

## 중국어

### 홍콩어
홍콩어의 사용 인구는 홍콩 전체 인구의 97%를 차지한다. 홍콩어는 홍콩에서 교육, 방송, 행정, 입법과 사법 제도는 물론 일상 생활에서 소통하는데에도 주로 쓰인다.

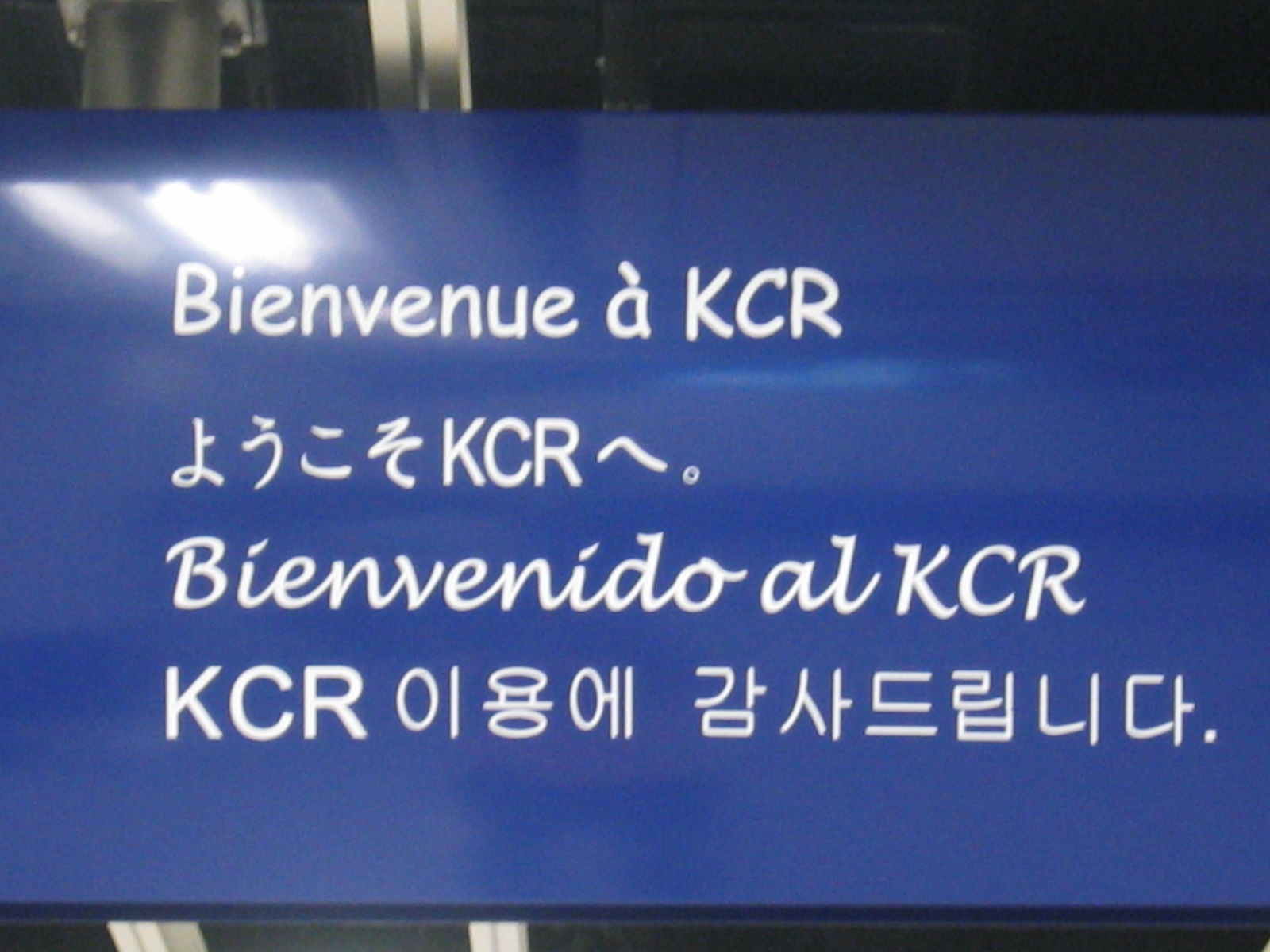
KCR의 이용을 환영한다는 뜻의 여러 언어로 쓰여진 표지판. 침사추이둥 역에서 촬영. (위에서부터 프랑스어, 일본어, 스페인어, 한국어).

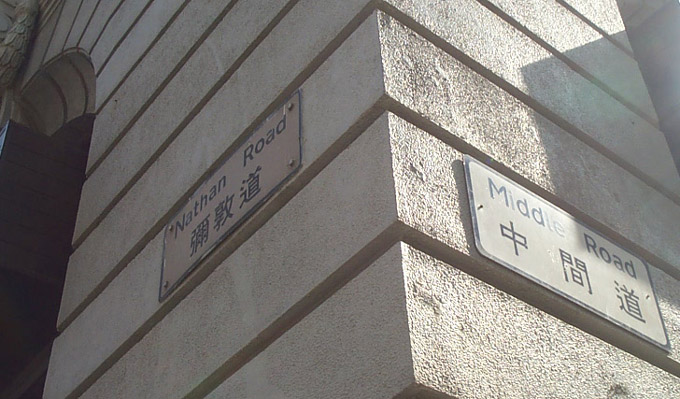
홍콩어와 영어로 쓰여진 홍콩의 도로 표지판.

중국에는 수많은 지방과 그 지방마다 다른 중국어가 있는데, 대부분 서로의 언어를 이해하기가 어렵다. 보통 원어민들이 거주하는 지역에서만 이런 언어를 쓰지만, 광둥성이나 푸젠성 같은 지역의 많은 언어와 방언들은 다른 지역에서 이동해 온 이주자들을 통해서 퍼지기도 했다.
홍콩의 사이완구에서는 타이산어와 조주어가 흔히 쓰인다. 윈롱구와 캄틴에서는 하카어가 흔히 쓰인다. 성벽마을 (위촌)에서 사는 기성 세대들은 대부분 웨이토우어처럼 다른 형태의 언어들을 사용한다. 어촌에서 사는 탕카족 사람들은 광둥어를 고유의 언어으로 변형한 또다른 집단이다.

### 표준 중국어
홍콩이 영국의 식민지이던 시절에는 표준 중국어가 널리 사용되지 않았다.
중국 본토와 중국어권 지역 내에서 표준 중국어를 공식적인 지역어(나 어느 정도는 링구아 프랑카)로 보급하려는 중국 정부 (여기에는 역대 왕조, 중화민국, 중화인민공화국이 포함된다)의 계속적인 지원에도 불구하고, 중국의 수많은 소수 민족들은 공식적으로 사용하는 표준 중국어에 더하여 비공식적으로 사용하는 최소한 한 가지의 고유어를 여전히 지키고 있다.
홍콩에 사는 중국인들에게도 비슷한 현상이 나타나지만 공식적인 언어는 여전히 영어이다. 대부분의 홍콩 사람들은 공식적인 언어에 더하여 비공식적으로 사용하는 고유 중국어를 유지하고 있다. 19세기 중반에서 20세기 후반까지 대다수의 홍콩 사람들은 광둥어를 고유 중국어로, 영어를 공식적인 언어로 사용했다.
20세기 후반기의 중국 본토는 빈곤, 문화혁명, 부패, 문해로 고통받았는데 이는 본토에서 홍콩으로의 이주를 증가시키게 했다. 그 결과로 표준 중국어는 홍콩 고유의 표현과 자주 연관된다. 
20세기 후반에 중국 본토의 경제적인 환경은 덩샤오핑의 경제 개혁 하에 개선되었고, 지금은 '신흥 초강대국'이 되었다. 1997년 반환 뒤 홍콩은 중국의 나머지 지역과 친밀한 경제 벨트를 개발했다. 홍콩 특별행정구 정부는 실무 능력으로 표준 중국어를 사용하는 것을 장려하기 시작했다. 1998년부터 표준 중국어는 많은 수의 초등학교에서 교과목이 되었으며, 2000년에는 HKCEE 시험에 통합되었다. 홍콩 특별행정구 정부는 학생들에게 '양문삼어'를 권장하여 표준 중국어를 필수 언어 중 하나로 추가했다. 실제로 표준 중국어는 성인들에게 중요한 실무 언어가 되었으며, 표준 중국어의 사용은 홍콩에서 대중교통과 같은 공공 서비스 안내에 도입되고 있다.
홍콩 시민의 최소 1.4%가 집에서 표준 중국어를 말한다. 

### 한자
홍콩에서는 표준중국어를 바탕으로 한 표준 중국어 표기를 사용하는데, 모든 중국어 화자에게 표준이자 공식적인 문자이다. 하지만 이 중국어 표기는 문법과 어휘 면에서 모두 광둥어와 별개의 것이다.
또 광둥어 구어의 어휘와 문법에 기초를 둔 문어인 광둥어 표기도 있다. '양문삼어' 정책은 이 광둥어 표기에 대한 지원이 없음을 내포하긴 하나, 오락 및 지역뉴스와 관련된 방송매체에서의 인기가 늘고 있다.

## 영어

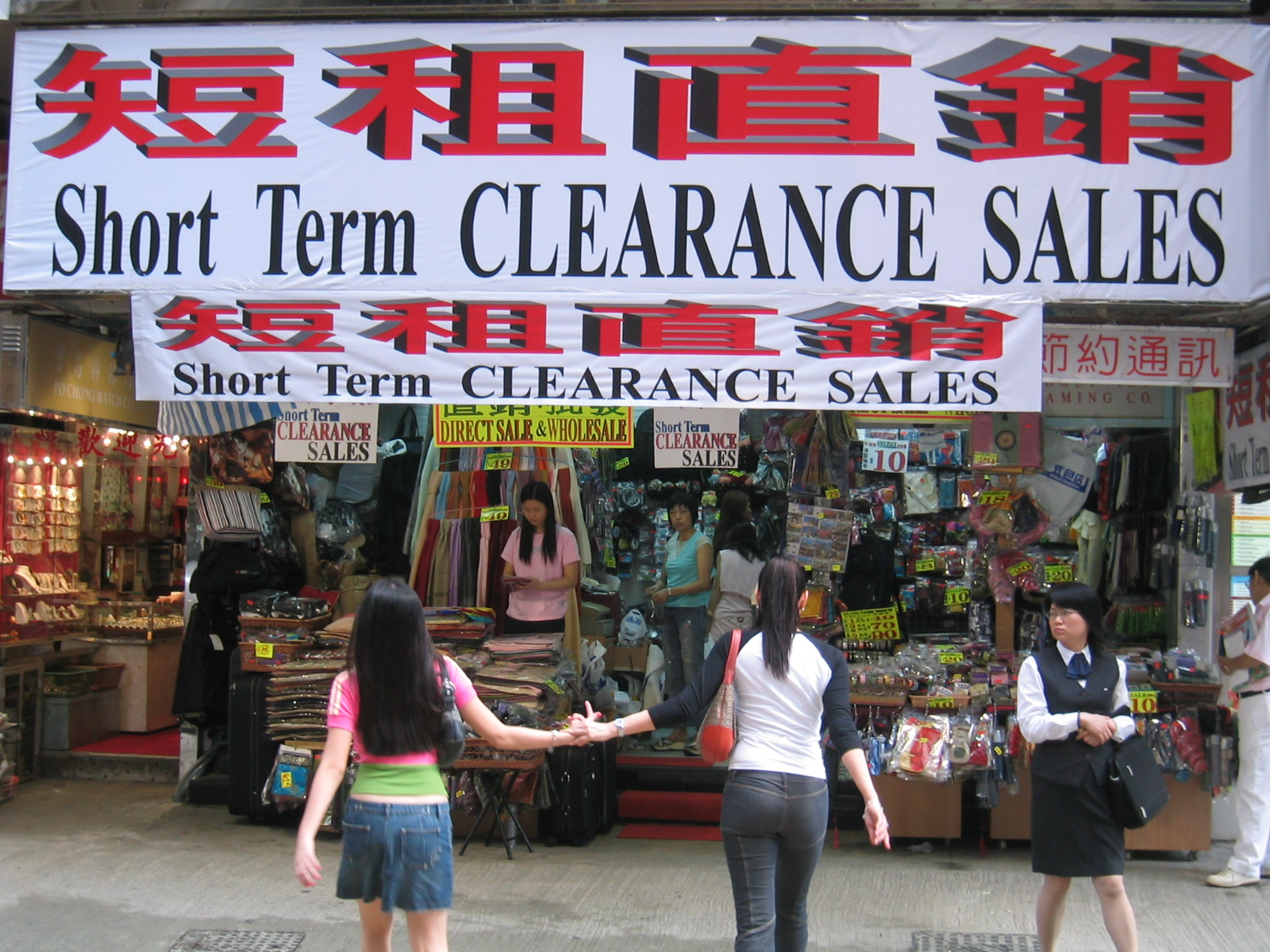
코즈웨이베이의 한 가게에 대문만하게 걸린 현수막. 중국어와 영어로 각각 쓰여 있다.

영어는 홍콩에서 중요한 언어로 상업계나 사법계에서 널리 쓰이고 있다. 지난 1997년 홍콩의 주권이 영국에서 중화인민공화국으로 넘어갔지만, 아직도 홍콩에서는 영어를 공용어 중 하나로 기본법에 규정해 놓았다.

### 홍콩어와 영어의 섞어쓰기
홍콩인들은 영어로 대화를 할 때 같은 문장 내에서 홍콩어나 영어를 동시에 쓰는, 이른바 부호전환 현상이 일어나는 경우가 많다. 예를 들면 말도 안되는 일이라고 맞받아칠때, "唓，都唔 make sense!" ("하, 말도 안돼!")라고 표현한다. 이런 표현을 쓸 때 영어 단어와 중문법이 자유롭게 섞일 수도 있다. "你 Un 唔 Un ?" ("알겠습니까?"란 뜻으로 흔한 표현은 아님)이란 표현은 홍콩어 구문법인 "동사 - 唔 - 동사" ("'동사' 합니까?"라는 뜻)를 따랐다. 또 이해하다라는 뜻의 영어 동사인 'understand'를 한 음절로 되어 있는 광둥어 동사에 따라 'un'으로 줄인 점도 특징이다.
이런 식으로 부호전환 표현을 할 때 홍콩어의 외래어 단어를 자주 쓰는 편이다. 그래서 영어 단어라 하더라도 광둥어식 발음으로 하는 경우가 많은데, 예를 들면 다음과 같다.
- "like" (좋아하다) - "라이키 (lai-kee)" /laːi55kʰi35/로 발음.
- "Partner" (동료) - "팟라 (pat-la)" /pʰaːt̚55laː21/로 발음.
- "File" (문서) - "파이로 (fai-lo)" /faːi55lou35/로 발음.
- "Number" (숫자) - "람바 (lum-ba)" /lɐm55pa35/로 발음.
- "Case" (수납함) - "케이시 (kei-see)" /kʰei55si35/로 발음.

### 1997년 이후 홍콩의 외래어 음역 변화
1997년 이전까지 중국어의 영어 고유명사 음역법은 광둥어 발음을 기반으로 했다. 그러나 반환 후 홍콩 매체에서는 중국 본토에 따라 이미 확립되어 있던 베이징어 발음 기준의 음역법을 적용해 나가기 시작했다. 예를 들어 휴스턴은 광둥어 발음을 따라 '候斯頓' (병음: hau6 si1 deon6)이라 썼지만 지금은 '休斯頓 (jau1 si1 deon6)'이라고 쓰며, and 샌디에이고는 이전엔 '聖地牙哥' (sing3 dei6 ngaa4 go1)이라 썼지만 지금은 '聖迭戈' (sing3 dit6 gwo1)라 고쳐 쓴다. 이 중 베이징어 기반 전사법은 광둥어로 발음했을 때 원 영어 발음에서 크게 달라지는 경우가 있다. 그 예로 월마트는 沃爾瑪 (병음: wòěrmǎ, 워얼마)으로 번역하는데, 광둥어로 발음할 때에는 /juk1 ji5 maa5/ (윅이마)로 바뀐다.

## 같이 보기
- 홍콩의 다중언어
- 홍콩의 부호전환
- 간체자와 정자의 표기 분쟁 (en:Debate on traditional and simplified Chinese characters)
- 홍콩어
- 홍콩식 영어

## 참고 서적
- Bruce, Nigel (1996). Language in Hong Kong Education & Society: A Bibliography
- Pennington, Martha C. ed. (1998). Language in Hong Kong at Century's End. Hong Kong: Hong Kong University Press. ISBN 962-209-418-X.